# Ani DiFranco
Angela Maria DiFranco, més coneguda pel seu nom artístic Ani DiFranco (23 de setembre de 1970, Buffalo, Estat de Nova York) és una cantautora, guitarrista i poeta estatunidenca guanyadora d'un premi Grammy. Tot i que el seu estil és classificat sovint com a folk, folk-rock o rock alternatiu, Ani DiFranco sempre ha fet ús de molts altres estils, com ara el jazz, el rap o el funk, i ha col·laborat amb músics de gèneres molt diversos. És propietària del segell discogràfic independent Righteous Babe Records, que va crear l'any 1990 per publicar les seves pròpies cançons, essent una de les primeres artistes independents en tenir el seu propi segell discogràfic. Ha enregistrat més de vint àlbums i és considerada una icona del feminisme i la lluita política als Estats Units. El 2019 va publicar un llibre de memòries, anomenat No Walls and the Recurring Dream.

## Biografia
Va començar a tocar la guitarra des de petita, i va fer el seu primer concert, de versions dels Beatles, al costat del seu professor de guitarra, a l'edat de nou anys. Més tard va canviar temporalment la guitarra pel ballet, però als catorze anys va reprendre la música i va començar a escriure les seves pròpies cançons. Quan va fer 15 anys, la seva mare es va mudar a Califòrnia, però ella va demanar quedar-se a Buffalo, vivint amb amics seus i tocant al circuit de música folk de la ciutat. Als 16 anys va marxar a la ciutat de Nova York, experiència que queda reflectida en la seva cançó "Emancipated minor". Va estudiar art durant una breu temporada. A l'edat de 19 anys havia compost més de 100 cançons, moltes de les quals parlaven sobre relacions amoroses o desigualtats de gènere.
L'any 1990, després d'esgotar ràpidament mig miler de còpies d'una maqueta que venia als seus concerts, decidí crear el seu propi segell discogràfic independent, Righteous Babe Records, fet que la convertí en una de les primeres artistes en fer-se el seu propi segell discogràfic. El seu primer àlbum, Ani DiFranco, molt basat en l'esmentada maqueta, va ser produït per ella mateixa amb el suport de Dale Anderson. L'àlbum conté la cançó Both Hands, una cançó que amb el temps esdevindria una de les més aclamades de la seva trajectòria.
El 1991 va publicar el seu segon àlbum, Not So Soft, i va començar una gira per Estats Units amb el seu cotxe, tocant en qualsevol lloc que li fos possible. El seu estil musical innovador, a mig camí entre el folk, el punk i el rock, la seva imatge personal distintiva - cap rapat, tatuatges, piercings -, i la gran quantitat de concerts realitzats i àlbums publicats en els primers anys van assegurar-li un públic fidel i esdevenir, a poc a poc, una artista de culte. El 1992 va publicar Imperfectly i el 1993 Puddle Dive, àlbums que van ampliar la seva paleta musical, alhora que donaven mostres de maduresa. Paral·lelament, diversos grans segells discogràfics es van interessar per la seva música, però ella va rebutjar qualsevol oferta i va continuar endavant amb Righetous Babe Records, que anava creixent i convertint-se en un negoci rendible. El 1994 va publicar Out of Range, un àlbum on el seu funk acústic és l'element distintiu i on la cantant mostra més la seva vulnerabilitat, en cançons com You Had Time.

## Discografia

### Àlbums d'estudi
- 1990 - Ani DiFranco
- 1991 - Not So Soft
- 1992 - Imperfectly
- 1993 - Puddle Dive
- 1994 - Out of Range
- 1995 - Not a Pretty Girl
- 1996 - Dilate
- 1998 - Little Plastic Castle
- 1999 - Up Up Up Up Up Up
- 1999 - To the Teeth
- 2001 - Revelling/Reckoning
- 2003 - Evolve
- 2004 - Educated Guess
- 2005 - Knuckle Down
- 2006 - Reprieve
- 2008 - Red Letter Year
- 2012 – ¿Which Side Are You On?
- 2014 – Allergic To Water
- 2017 – Binary
- 2021 – Revolutionary Love
- 2024 – Unprecedented Sh!t

#### Amb Utah Phillips
- 1996 - The Past Didn't Go Anywhere
- 1999 - Fellow Workers

### Recopilatoris
- 1993 – Like I Said: Songs 1990-91
- 2007 – Canon
- 2019 – No Walls Mixtape

### Directes
- 1994 – An Acoustic Evening With
- 1994 – Women in (E)motion (publicació alemanya)
- 1997 – Living in Clip
- 2002 – So Much Shouting, So Much Laughter
- 2004 – Atlanta – 10.9.03
- 2004 – Sacramento – 10.25.03
- 2004 – Portland – 4.7.04
- 2005 – Boston – 11.16.03
- 2005 – Chicago – 1.17.04
- 2005 – Madison – 1.25.04
- 2005 – Rome – 11.15.04
- 2006 – Carnegie Hall – 4.6.02
- 2007 – Boston – 11.10.06
- 2008 – Hamburg – 10.18.07
- 2009 – Saratoga, CA – 9.18.06
- 2009 – Chicago – 9.22.07
- 2010 – Live at Bull Moose Music (ed. limitada)
- 2012 – Buffalo – April 22, 2012
- 2013 – London – October 29, 2008
- 2014 – Ridgefield, CT – November 18, 2009
- 2014 – Harrisburg, PA – January 23, 2008
- 2015 – New York, NY – March 30, 1995
- 2016 – Glenside, PA – November 11, 2012
- 2016 – Melbourne, FL – January 19, 2016
- 2018 – Charlottesville, VA 5.12.18
- 2019 – Woodstock, NY 6-16-2019
- 2020 – Keene, NH 11-16-2019
- 2021 – Revolutionary Love: Live at Big Blue

### EPs
- 1996 – More Joy, Less Shame
- 1999 – Little Plastic Remixes
- 2000 – Swing Set
- 2016 – Play God

### Videos
- 2002 – Render: Spanning Time with Ani DiFranco
- 2004 – Trust
- 2008 – Live at Babeville

## Concerts a Catalunya
Ha actuat a Catalunya diverses vegades, sobretot a Barcelona:
- 11 de juliol de 1997, Doctor Music Festival, Escalarre (Pallars Sobirà)[12]
- 24 de febrer de 1998, Sala Bikini, Barcelona[13]
- 22 de març de 1999, Sala Zeleste, Barcelona
- 24 de febrer de 2001, Sala Razzmatazz, Barcelona
- 12 de novembre de 2001, Sala Razzmatazz, Barcelona
- 22 de juny de 2005, Barcelona Teatre Musical, Barcelona
- 17 d'octubre de 2008, Auditori del Palau de Congressos de Girona, Girona
- 19 d'octubre de 2008, L'Auditori, Barcelona
- 7 de setembre de 2014, Sala Apolo, Barcelona
- 7 de junliol de 2017, Festival Cruïlla, Barcelona[14]